# Скадуто, Антонио
Анто́нио Массимилиа́но Скаду́то (итал. Antonio Massimiliano Scaduto; 1 декабря 1977, Аугуста) — итальянский гребец-байдарочник, выступал за сборную Италии на всём протяжении 2000-х годов. Бронзовый призёр летних Олимпийских игр в Пекине, обладатель бронзовой медали чемпионата мира, бронзовый призёр Средиземноморских игр, победитель многих регат национального и международного значения.

## Биография
Антонио Скадуто родился 1 декабря 1977 года в городе Аугуста провинции Сиракуза. Активно заниматься греблей начал с раннего детства, проходил подготовку в спортивном клубе Fiamme Gialle di Sabaudia.
Первого серьёзного успеха на взрослом международном уровне добился в 2000 году, когда попал в основной состав итальянской национальной сборной и благодаря череде удачных выступлений удостоился права защищать честь страны на летних Олимпийских играх в Сиднее — в одиночках на пятистах метрах сумел дойти лишь до стадии полуфиналов, где финишировал шестым.
В 2005 году Скадуто выступил на Средиземноморских играх в испанской Альмерии, где стал бронзовым призёром в полукилометровой гонке четырёхместных экипажей. Кроме того, в этом сезоне он побывал на чемпионате мира в хорватском Загребе, откуда привёз ещё одну награду бронзового достоинства, полученную в четвёрках на пятистах метрах — в финале его обошли команды из Белоруссии и Словакии.
Будучи одним из лидеров гребной команды Италии, Антонио Скадуто благополучно прошёл квалификацию на Олимпийские игры 2008 года в Пекине — стартовал здесь вместе с напарником Андреа Факкином в двойках на дистанциях 500 и 1000 метров: в первом случае расположился в итоговом протоколе на девятой позиции, в то время как во втором случае занял третье место, проиграв только экипажам из Германии и Дании, и завоевал тем самым бронзовую олимпийскую медаль. Вскоре по окончании этих соревнований принял решение завершить карьеру профессионального спортсмена, уступив место в сборной молодым итальянским гребцам.